# 楊之光
楊之光（1930年10月11日—2016年5月14日），字焘甫，廣東揭陽揭西人，生于上海，中國書畫家。

## 生平
早年就讀於蘇州美術專科學校，師從顏文樑和朱士傑。歷任廣州畫院國畫系主任、教授、副院長，美協廣東分會理事、廣州美術學院教授，嶺南美術專修學院院長等職。2010年獲頒授廣東省文藝終身成就獎；2012年獲第二屆中國美術獎之終身成就獎。
2016年5月14號，楊之光於廣州病逝，終年85歲。

## 作品

### 代表作
- 《毛澤東主辦廣東農民運動講習所》
- 《浴日圖》
- 《礦山新兵》
- 《激揚文字》

### 著作
- 《中國畫人物畫法》
- 《楊之光畫集》
- 《楊之光書法集》
- 《楊之光詩選》